# Jane Chauleur-Ozeel
Jeanne Alice dite Jane Agnès Chauleur-Ozeel, née le 26 juillet 1879 à Lille et morte le 18 novembre 1967 à Bailleul (Nord), est une peintre et aquarelliste française.

## Biographie
Élève de Pharaon de Winter, elle épouse le 30 janvier 1902 le peintre Joseph Chauleur, elle obtient une mention honorable en 1928 au Salon des artistes français dont elle est sociétaire et y expose l'année suivante une nature morte. En 1936, elle est récompensée d'une médaille d'or et est placé en hors-concours.
Elle fut la professeure de Marie-Rose Dalmar. 